# Władimir Żyrinowski
Władimir Wolfowicz Żyrinowski (ros. Владимир Вольфович Жириновский; ur. jako Władimir Wolfowicz Ejdelsztein 25 kwietnia 1946 w Ałma-Acie, zm. 6 kwietnia 2022 w Moskwie) – rosyjski polityk, deputowany do Dumy Państwowej i jej wiceprzewodniczący, prawnik Federacji Rosyjskiej, doktor nauk filozoficznych, awansowany do stopnia pułkownika w stanie spoczynku. Były przewodniczący Liberalno-Demokratycznej Partii Rosji, która w chwili jego śmierci była trzecią pod względem popularności partią opozycyjną w Rosji.

## Życiorys
Władimir Żyrinowski po ojcu miał pochodzenie żydowskie, któremu jednak przez wiele lat zaprzeczał – przyznał się do niego dopiero w swojej napisanej w 2001 roku książce Iwan, zapachni duszu! (ros. Иван, запахни душу!). Sam siebie określał jako „syna Rosjanki i prawnika”. Jego dziadek posiadał fabrykę zajmującą się obróbką drewna w Kostopolu, ówcześnie leżącym w Polsce (obecnie leży na Ukrainie). Ojciec, Wolf Isaakowicz Ejdelsztein (1907–1983), z zawodu prawnik, i stryj, Aaron Isaakowicz Ejdelsztein zostali wywiezieni przez Sowietów do obozu pracy na Syberii.
Po II wojnie światowej ojciec i młodszy brat Władimira zostali deportowani do Polski, zaś w 1946 roku wyemigrowali do Izraela. W 1964 roku zaczął używać nazwiska matki (z pochodzenia Rosjanki) – Żyrinowski.

## Wykształcenie
Żyrinowski ukończył szkołę średnią nr 25 im. Dzierżyńskiego w Ałma Acie. W latach 1964–1970 uczył się w Instytucie Języków Wschodnich w Moskiewskim Uniwersytecie Państwowym imienia M.W. Łomonosowa (od 1972 roku – Instytut Krajów Azjatyckich i Afrykańskich) na specjalizacji „Język turecki i literatura”. W latach 1965–1967 uczęszczał na Uniwersytet Marksizmu-Leninizmu na kierunek stosunki międzynarodowe. W latach 1972–1977 uczył się na studiach prawniczych wieczorowych w Moskiewskim Uniwersytecie Państwowym, które ukończył z wyróżnieniem.
24 kwietnia 1998 roku na Radzie Naukowej Moskiewskiego Uniwersytetu Narodowego Żyrinowski obronił pracę doktorską pt. Przeszłość, teraźniejszość i przyszłość narodu rosyjskiego: Kwestia rosyjska: analiza socjalno-filozoficzna i uzyskał tytuł doktora nauk filozoficznych. Docent Władimir Galockin, prodziekan ds. prasy, informacji i public relations na Wydziale Socjologicznym Moskiewskiego Uniwersytetu Państwowego wyjaśnił, że rozprawa doktorska była „nie odrębną pracą naukową, lecz referatem dysertacyjnym”, podstawę którego stanowiło 11 tomów rozmyślań lidera LDPR, które napisał w różnych latach. W 2008 roku M.N. Rutkiewicz napisał, że doszło do naruszenia: pomimo funkcjonowania na Moskiewskim Uniwersytecie Narodowym imienia M.W. Łomonosowa Wydziału Filozoficznego, obrona odbyła się na Wydziale Socjologicznym. Instytut Socjalno-Politycznych Badań Rosyjskiej Akademii Nauk wydał negatywną opinię na temat tekstu pracy doktorskiej. Bez względu na sprzeciw członków grupy Rady Ekspertów Socjologii i Politologii Naczelnej Komisji Atestacyjnej, którym przewodniczył korespondent Rosyjskiej Akademii Nauk A.W. Dmitriew, za przyznaniem tytułu doktorskiego za daną pracę przy omawianiu rozprawy doktorskiej prezydium Naczelnej Komisji Atestacyjnej pod przewodnictwem wiceprezesa Rosyjskiej Akademii Nauk W.N. Kudriawicewa i jego niektórych zwolenników zagłosowało za przyznaniem Żyrinowskiemu tytułu doktorskiego. Media podkreślały, że w czasie obrony miało miejsce wręczenie łapówki członkom Naczelnej Komisji Atestacyjnej w wysokości 5 tysięcy dolarów amerykańskich. W 2013 roku poseł Dumy Państwowej Federacji Rosyjskiej Ilja Ponomariow w imieniu Prokuratora Generalnego Federacji Rosyjskiej J.J. Czajki złożył wniosek, w którym poprosił „o przeprowadzenie prokuratorskiej weryfikacji prawomocności obrony rozprawy doktorskiej”. W tym samym roku Żyrinowski pozwał do Sądu Presnieńskiego za zniesławienie Ponomariowa, a także agencję prasową „Rosbalt” i gazetę „Komsomolskaja prawda” w celu uzyskania rekompensaty za szkody moralne w wysokości miliona rubli od każdej ze stron. Sąd częściowo przychylił się do roszczeń względem Rosbaltu, który został zobowiązany do zapłaty stu tysięcy rubli Żyrinowskiemu.

## Działalność polityczna
Władimir Żyrinowski założył Liberalno-Demokratyczną Partią Rosji, czwartą co do liczby mandatów w Dumie Państwowej, był również członkiem Zgromadzenia Parlamentarnego Rady Europy. Żyrinowski znany był z krewkiego charakteru i licznych skandali telewizyjnych oraz politycznych (był osobą niepożądaną w Kazachstanie, wobec którego wysuwał pretensje terytorialne). Cechował go skrajnie nacjonalistyczny światopogląd. Znany był z wielu prowokacyjnych wypowiedzi antypolskich, m.in. prezentował publicznie mapę z przyszłymi granicami Rosji na linii Wisły. W związku z tym w czasie wyborów prezydenckich w 1996 roku wygrażał Polsce nowym rozbiorem między Niemcami a Rosją.
Polityk wyrażał podziw dla Saddama Husajna, a także przekonywał, że należy siłą odzyskać Alaskę. Deklarował chęć użycia broni jądrowej przeciwko Japonii oraz nałożenia blokady morskiej w celu zagłodzenia jej mieszkańców. Kiedy w styczniu 2006 roku Condoleezza Rice skrytykowała rosyjską politykę gazową względem Ukrainy, Żyrinowski stwierdził, że komentarze amerykańskiej sekretarz stanu są odbiciem jej niezamężnego i bezdzietnego stanu cywilnego, a także dodał, że „Condoleezza Rice potrzebuje towarzystwa żołnierzy. Potrzebuje być wzięta do koszar, gdzie poczuje się zaspokojona”. Na jednym z posiedzeń Dumy Żyrinowski uznał, że Rosja jest współwinna katastrofy smoleńskiej.
Żyrinowski słynął także z radykalnego antysemityzmu. Wielokrotnie oskarżał Żydów m.in. o doprowadzenie Rosji do ruiny, wysyłanie Rosjanek za granicę jako prostytutki, sprzedawanie na Zachód zdrowych dzieci jako dawców organów do przeszczepu i sprowokowanie Holocaustu. W 2001 roku odmówił uczczenia w rosyjskim parlamencie minutą ciszy Żydów zamordowanych przez niemieckich nazistów, gdyż, jego zdaniem, byłaby to obraza milionów rosyjskich ofiar II wojny światowej.

### Kalendarium
- 1964–1970 – uczył się w Instytucie Języków Wschodnich (obecnie Instytut Krajów Azjatyckich i Afrykańskich Moskiewskiego Uniwersytetu Państwowego)[16].
- 1970–1972 – służył jako oficer w Politycznym Kierownictwie Sztabu wojskowego okręgu zakaukaskiego w Tbilisi[17].
- 1972–1977 – studiował wieczorowo na Wydziale Prawa na Moskiewskim Uniwersytecie Państwowym M.B. Łomonosowa[9].
- 1972–1975 – pracował w Radzieckim Komitecie Obrony Pokoju w sektorze Zachodniej Europy[16].
- 1977–1983 – pracował w Zagranicznym Kolegium Prawnym[18].
- 1983–1990 – kierownik działu prawnego wydawnictwa „Mir”[19].
- W maju 1988 roku brał udział w kongresie założycielskim „Unii Demokratycznej” (lider – Walerija Nowodworska). Był to debiut Żyrinowskiego w polityce, wygłosił przemówienie na zjeździe, został wybrany do Centralnej Rady Koordynacyjnej, ale wkrótce ogłosił odejście z partii[20].
- Od 1990 roku – działalność w Liberalno-Demokratycznej Partii Rosji[9].
- 12 czerwca 1991 roku kandydował na prezydenta Rosyjskiej Federacyjnej Socjalistycznej Republiki Radzieckiej, zajął trzecie miejsce z wynikiem 7,81%[9].
- 19 sierpnia 1991 roku wspierał Państwowy Komitet do Spraw Stanu Wyjątkowego[21].
- 4 października 1993 popierał rozwiązanie Kongresu Deputowanych Ludowych i Najwyższej Rady Rosji[22].
- W latach 1993–1995 – deputowany pierwszej kadencji Dumy Państwowej Federacji Rosyjskiej z tuszyńskiego okręgu wyborczego, kierownik frakcji Liberalno-Demokratycznej Partii Rosji[23].
- W grudniu 1995 roku ponownie został wybrany posłem drugiej kadencji Dumy Państwowej Federacji Rosyjskiej[9].
- W styczniu 1996 roku został mianowany kandydatem na Prezydenta Federacji Rosyjskiej z partii LDPR. Uzyskał 5,78% głosów wyborców[24].
- W maju 1999 roku kandydował na stanowisko gubernatora obwodu biełogrodzkiego. Zajął trzecie miejsce, zebrawszy 17% głosów. Pierwsze miejsce zajął rządzący gubernator Jewgienij Sawczenko, drugie miejsce – kandydat Komunistycznej Partii Federacji Rosyjskiej Michaił Bieschmielnicyn[25].
- W styczniu 2000 roku został wybrany na stanowisko Wiceprzewodniczącego Dumy trzeciej kadencji, a zatem oddał przywództwo frakcji parlamentarnej LDPR. Liderem frakcji został jego syn – Igor Lebiediew[26].
- W wyborach prezydenckich w 2000 roku zajął piąte miejsce wśród jedenastu kandydatów z wynikiem 2,7%[27].
- W wyborach prezydenckich w 2004 roku Żyrinowski nie brał udziału, natomiast partia nominowała na kandydata byłego ochroniarza Żyrinowskiego Olega Malyszkina, który zajął ostatnie miejsce z wynikiem 2,02%[28].
- W 2008 roku kandydował na stanowisko Prezydenta Federacji Rosyjskiej, zajął trzecie miejsce z wynikiem 9,35%[29].
- W grudniu 2011 roku, jego syn Igor Lebiediew został wybrany na Zastępcę Przewodniczącego Dumy Państwowej szóstego zwołania i zrezygnował z przywództwa frakcji parlamentarnej Liberalno-Demokratycznej Partii Rosji. W związku z tym Żyrinowski ponownie został szefem frakcji LDPR w Dumie[28].
- 28 grudnia 2011 zarejestrował się jako kandydat w wyborach prezydenckich w 2012 roku. Głównym hasłem, którego używał, było „Żyrinowski albo będzie gorzej” albo „Żyrinowski. I będzie lepiej.” Zajął 4. miejsce zdobywając 6,22% głosów[30].
- W dniu 11 lipca 2012 roku został członkiem Rady Państwa. Zgodnie z dekretem prezydenckim z dnia 11 lipca 2012 № 946 „Kwestie Rady Państwa” liderzy frakcji w Dumie Państwowej, zgodnie z tym stanowiskiem, są członkami Rady Państwa[31].

## Poglądy
Żyrinowski wielokrotnie wypowiadał się o potrzebie wprowadzenia niezwykłych praw albo kardynalnej zmiany istniejących, często używając populizmu, na przykład:
- Całkowicie zaprzestać finansować zagraniczne państwa (w tym Osetię Południową), a zwolnione dzięki temu środki przekazać na wzrost gospodarki rosyjskiej[32].
- Usunąć moratorium na wykonywanie kary śmierci. W odpowiedzi na podstawowy argument przeciwników kary śmierci, jakoby w wyniku błędu albo umowy mógłby zostać stracony niewinny człowiek, Żyrinowski zaproponował, aby sędziego, który wydał błędny wyrok, automatycznie skazywać na karę śmierci. Ten środek, zdaniem Żyrinowskiego, całkowicie zlikwidowałby błędne wyroki śmierci[33].
- Karać polityków, którzy nie spełnili obietnic wyborczych[34].
- Żyrinowski opowiadał się za wejściem Ukrainy i Białorusi do Federacji Rosyjskiej na prawach nowych okręgów federalnych[35].
- W 2006 roku Żyrinowski poparł uchwałę Zgromadzenia Parlamentarnego Rady Europy potępiającą „zbrodnie totalitarnych reżimów komunistycznych”. Był jedynym członkiem delegacji rosyjskiej, popierającym daną uchwałę (pozostali byli przeciwko). Żyrinowski nawoływał Zgromadzenie Parlamentarne Rady Europy do aresztowania Giennadija Ziuganowa biorącego udział w sesji[36].
- Żyrinowski był jednym z przeciwników pomysłu, aby przyjmować gastarbeiterów (migrujących pracowników). Podczas kampanii wyborczej w 2012 roku obiecał, że jeśli to on zostanie wybrany na prezydenta Rosji, każe „wydalić wszystkich imigrantów z kraju i zapewnić zatrudnienie dla obywateli Rosji”[37].
- Na swojej profilu społecznościowym w serwisie WKontaktie pokazał, że trzyma się liberalnych poglądów politycznych[38].
- Wyraził przekonanie, że ustawa o legalizacji małżeństw osób tej samej płci kiedyś zostanie przyjęta w Rosji. Jeśli chodzi o homoseksualizm, powiedział: „W każdym kraju na świecie to było w przeszłości. Jest to część natury biologicznej istoty człowieka. To nie jest kultura, to nie jest choroba. To niezdolność harmonii stosunków seksualnych między mężczyzną i kobietą, a natura daje ujście”. Polityk zauważył, że próby legislacyjne zakazu gejowskiej propagandy dają odwrotny skutek[39].
- Uważał, że w Rosji trzeba wprowadzić monarchię elekcyjną i zakazać wszystkich partii politycznych[40].
- 14 sierpnia 2014 roku na spotkaniu przedstawicieli Dumy Państwowej i Putina w Jałcie polecił mianować tego ostatniego na nowe stanowisko – Naczelnego Władcy, a także zastąpić oficjalne rosyjskie trzy kolory na czarno-żółto-białą flagę, jak również zastąpić współczesny hymn Rosji – na „Boże, cara uchowaj”. Oprócz tego lider Liberalno-Demokratycznej Partii Rosji polecił wypuścić więźniów z więzień, żeby „zaczęli bronić Ługańska i Doniecka”, a także zalecił pomyśleć o nowym stanowisku w rządzie – Ministrze Propagandy[41].
- Wystąpił z żądaniem, aby zabroniono rosyjskiej komedii „Samobójcy” jeszcze zanim film wszedł do kin, bazując tylko na nazwie filmu[42].
- Żyrinowski twierdził, że w lecie 2013 roku przeszedł na dietę wegetariańską. W listopadzie tego samego roku powiedział, że członkowie Liberalno-Demokratycznej Partii Rosji będą stopniowo przechodzić na dietę wegetariańską, bo mięso jest bardzo szkodliwe dla zdrowia[43].
- W maju 2014 roku Żyrinowski wysłał swój osobisty samochód terenowy „Tygrys” ługańskim milicjantom[44].
- Proponował usankcjonować poligamię w całym kraju, w tym dla ludności niemuzułmańskiej, jako sposób rozwiązania kryzysu demograficznego, a także zaproponował zalegalizowanie małżeństw jednopłciowych[45].

## Sankcje z UE i innych krajów

Kraje, w których Żyrinowski był objęty sankcjami

12 września 2014 roku został wpisany na „Czarną listę Unii Europejskiej”. Zgodnie z decyzją Rady Unii Europejskiej Żyrinowski jako Członek Rady Dumy Państwowej, przywódca Liberalno-Demokratycznej Partii Rosji aktywnie wspierał wykorzystanie rosyjskich sił zbrojnych na Ukrainie i aneksję Krymu; aktywnie nawoływał do podziału Ukrainy; z ramienia LDPR podpisał porozumienie z tzw. „Doniecką Republiką Ludową”. Został dodany do kanadyjskiej listy sankcji 28 kwietnia 2014 roku.

## Życie prywatne
Od 1971 roku Władimir Żyrinowski był żonaty z Galiną Aleksandrową Lebiediewą z którą miał syna Igora Lebiediewa. Galina Lebiediewa z wykształcenia jest wirusologiem, doktorem nauk biologicznych. Jak twierdził sam Żyrinowski, w 1978 roku oficjalnie się rozstali i od tej pory łączył ich jedynie ślub kościelny. W 1993 roku Żyrinowscy na swoją srebrną rocznicę wzięli ślub w kościele prawosławnym.
Syn Igor Lebiediew urodził się w 1972 roku. Posiadał wykształcenie prawnicze (skończył Akademię Prawniczą). W styczniu 2000 roku został wybrany na przewodniczącego frakcji LDPR w Dumie Państwowej Federacji Rosyjskiej trzeciej kadencji. Do Dumy został wybrany według federalnego spisu „Bloku Żyrinowskiego”. Do momentu wyborów pracował w Ministerstwie Pracy i Rozwoju Socjalnego Federacji Rosyjskiej na stanowisku doradcy ministra (w tym czasie urząd sprawował Siergiej Kałasznikow, były członek frakcji LDPR w Dumie drugiej kadencji). Żyrinowski miał dwóch wnuków – bliźniaków Aleksandra i Siergieja (urodzili się w 1998 roku), uczyli się w szkole z internatem przy Moskiewskim Uniwersytecie Państwowym.
Żyrinowski miał również nieślubnego syna Olega Gazdanowa (urodzonego w 1985 roku) z Żanną Gazdanow oraz nieślubną córkę Anastazję Pietrową.
Pomimo żydowskich korzeni uważał się za etnicznego Rosjanina, co wielokrotnie podkreślił w książce z 2001 roku. Był wyznania prawosławnego. Oprócz rodzimego języka rosyjskiego władał także językiem angielskim, francuskim, niemieckim i tureckim.
Od lata 2013 roku był wegetarianinem.

### Choroba i śmierć
2 lutego 2022 roku Żyrinowski trafił do szpitala z powodu ciężkiego zakażenia wirusem SARS-CoV-2 wywołującym COVID-19 – 26 lutego podłączono go do respiratora i wprowadzono w stan sedacji. 25 marca e-gazeta „Mash” i członek Rady Federacji Aleksandr Proniuszkin podali błędną informację o śmierci polityka, którą wkrótce zdementowali przewodniczący Dumy Państwowej Wiaczesław Wołodin i kierownictwo LDPR.
6 kwietnia 2022 roku Wiaczesław Wołodin podał do publicznej wiadomości potwierdzoną później przez członków LDPR informację o śmierci Żyrinowskiego „po długiej i ciężkiej chorobie”.
8 kwietnia 2022, po nabożeństwie w Soborze Chrystusa Zbawiciela pod przewodnictwem patriarchy Cyryla I, został pochowany na
cmentarzu Nowodziewiczym.

## Ordery i odznaczenia
- Order „Za Zasługi dla Ojczyzny” II klasy (2016)[59]
- Order „Za Zasługi dla Ojczyzny” III klasy (2011)
- Order „Za Zasługi dla Ojczyzny” IV klasy (2006)[60]
- Order Aleksandra Newskiego (2015)[61]
- Order Honoru (2008)[62]
- Medal Żukowa[63]
- Medal „W upamiętnieniu 850-lecia Moskwy”[63]
- Medal „Za zasługi w przeprowadzeniu wszechrosyjskiego spisu powszechnego”[63]
- Medal „Upamiętnienia 300-lecia Petersburga”[63]
- Medal Stołypina II klasy (2012)
- Medal Anatolija Koni (nadany przez Ministerstwo Sprawiedliwości Federacji Rosyjskiej)
- Medal Uczestnika operacji wojskowej w Syrii (2016)[64]
- Znak pamięci „Krzyż Samary” (2013)[65]
- Medal Za Odwagę Osobistą (Naddniestrze, 2006)[66]
- Medal Za Zasługi (Inguszetia, 2014)[67]
- Order Sławy i Chwały II klasy (Abchazja, 2005)[68]
- Medal „Za obronę Republiki Krymu” (Republika Krymu, 2016)
- Order Świętego Stanisława (nadany przez Juliusza Nowina-Sokolnickiego)[69]